# Knipawa
Knipawa (niem. Kneiphof) – jedno z trzech miast wchodzących w skład Królewca.

## Historia

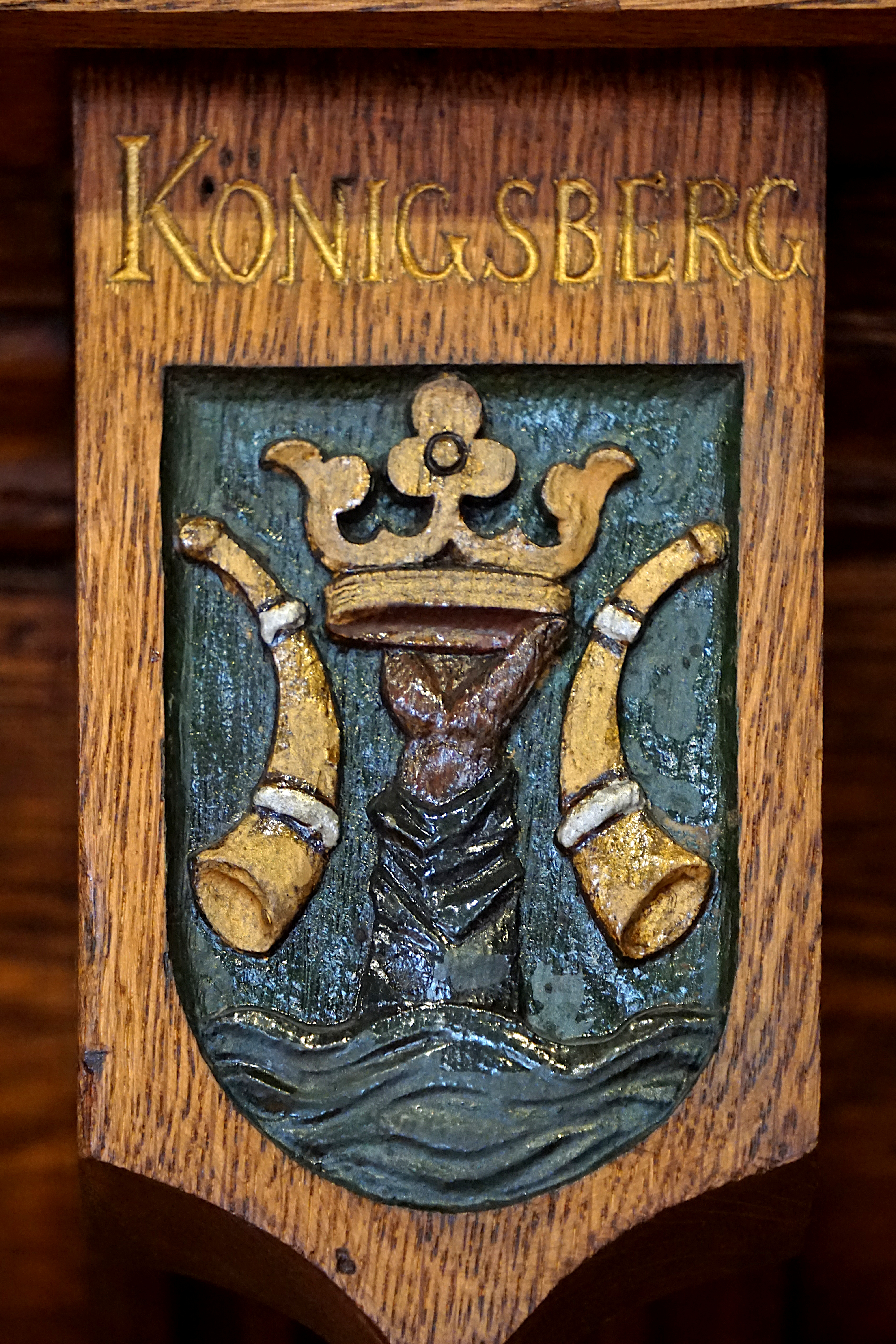
Herb Knipawy w sali plenarnej staromiejskiego ratusza w Gdańsku

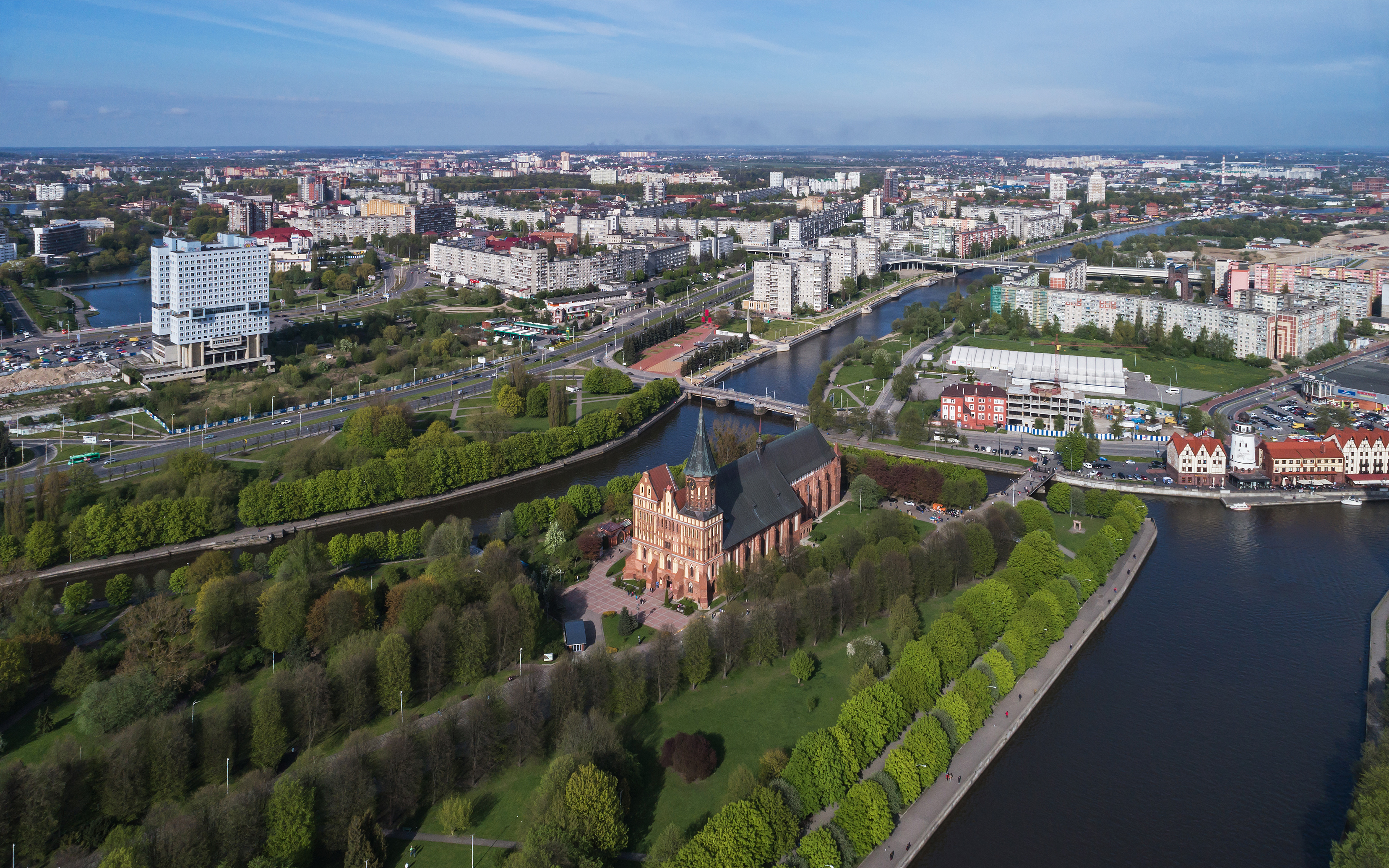
Współczesny widok Knipawy

W 1322 mistrz krajowy zakonu krzyżackiego Friedrich von Wildenberg zawarł umowę z biskupem sambijskim Johannesem. Zakon przekazał kapitule wschodnią część wyspy Knipawa oraz zezwolił na wybudowanie mostu dla pieszych na Pregole łączącego stare i nowe (znajdujące się na wyspie) budynki kapitulne. Biskup zobowiązał się do wybudowania drogi przez pozostałą część wyspy. Na wyspie biskup sambijski rozpoczął budowę nowej katedry. W sąsiedztwie kapituły szybko powstała osada handlowa. W 1327 wielki mistrz Werner von Orseln nadał Knipawie przywileje miejskie. Miasto miało się nazywać Vogtswerder (wyspa wójta); pisano też Pregelmünde (Pregołoujście), ale zwyciężyła nazwa pierwotna – Knipawa (Kneiphof). Stare Miasto Królewiec i Knipawa należały do Hanzy, a od 1440 do Związku Pruskiego. Podczas wojny trzynastoletniej w 1454 Knipawa opowiedziała się po stronie króla Kazimierza Jagiellończyka, oblężona przez wojska krzyżackie nie doczekała się jednak odsieczy i poddała się 14 lipca 1455. W 1457 Królewiec stał się siedzibą wielkiego mistrza krzyżackiego. Jako samodzielny organizm istniała do zjednoczenia miasta Królewca w 1724.
Za Pregołą, na południu znajdowały się Przednie i Tylne Przedmieście (niem. Vordere Vorstadt, Hintere Vorstadt) ze szpitalem św. Jerzego (zał. 1329, obecne gmachy neogotyckie z 1894-1897 służą jako Szkoła Rybołówstwa Morskiego). Do Knipawy należała m.in. dawna wieś Haberberg.
Podczas II wojny światowej zabudowa Knipawy uległa niemal całkowitemu zniszczeniu. Z czasem odbudowano katedrę, na pozostałej powierzchni rozciągają się zieleńce. Niemiecki architekt Baldur Köster w 2000 r. opublikował plany rekonstrukcji historycznej zabudowy.